# Целина у Горњој Добрињи
Целина у Горњој Добрињи се налази у општини Пожега у Златиборском округу и представља просторну културно-историјску целину од великог збачаја. Споменичку целину у Горњој Добрињи чине црква Светих Петра и Павла, надгробни споменици у порти, чардак са чесмом и белег на месту родне куће кнеза Милоша. У Горњој Добрињи је рођен српски кнез Милош Обреновић.

## Црква Светих Петра и Павла
Прва грађевина у Горњој Добрињи била је црква посвећена св. Петру и Павлу, а подигао ју је кнез Милош 1822. године у спомен на свога оца Теодора. Црква је саграђена на месту цркве брвнаре, која се у турско време помиње као метох манастира Никоља. За главне грађевинске радове ангажован је Тодор Петровић из околине Пожаревца, који је на овај посао дошао са изградње цркве на Савинцу код Горњег Милановца.
Црква је једнобродна грађевина са споља полигоналном, а изнутра полукружном олтарском апсидом, наосом подељеним на два травеја и припратом. На фасади је присутна скромна декорација коју чине прислоњени пиластри на подужним зидовима и камени профилисани оквир главног улаза на западној фасади. Звоник је смештен југозападно од цркве, а на њему је извршена је опсежна обнова 1870. године.
Постоје различите претпоставке о ауторству сликане декорације иконостасне преграде, поклона краља Милана из 1883. године.

## Надгробни споменици и чардак
Уз саму цркву, крај гроба кнез Милошевог оца обележеног лежећом плочом са натписом, налази се неколико појединачних и два заједничка споменика изгинулим у ратовима за ослобођење Србије.
Источно од цркве, над каменом чесмом са две луле, подигнут је 1860. године чардак од шашовца у дрвеној конструкцији, једнопросторна зградица са стрмим пирамидалним кровом покривеним шиндром. Конзерваторско-рестаураторски радови на чардаку изведени су 1967. године.